# Сиатъл Сийхоукс
Сиатъл Сийхоукс (на английски: Seattle Seahawks) е отбор по американски футбол от Сиатъл, САЩ. Състезават се в Западната дивизия на Националната футболна конференция на Националната футболна лига. Присъединяват се към лигата през 1976 и са единственият отбор, играл и в Американската, и в Националната конференции. Собственик на клуба от 1997 е Пол Алън, съоснователя на Майкрософт.
От 2003 до 2007 се класират без прекъсване за плейофите. Имат общо 12 участия в плейофите като 2 пъти са ставали шампиони на конференцията си (2005 и 2013). Постигат най-големия си успех през сезон 2013 като печелят Супербоул 2013 след разгромен успех с 43:8 над Денвър Бронкос. Имат и още 1 участие в Супербоул – през 2005, който губят от Питсбърг Стийлърс.
Срещите си играят на СенчъриЛинк Фийлд, който е с капацитет 67 000 зрители. Името на отбора Сийхоукс (Морските орли) е избрано след обществено допитване и над 1700 предложени имена. Официалните цветове са тъмносиньо и бяло. Публиката на отбора е известна като най-шумната в Лигата, измерените децибели на стадиона по време на мач достигат шума на реактивен самолет. От благодарност към своята вярна публика от употреба в клуба е изваден номер 12 и запазен за вечни времена за феновете.

## Факти
Основан: през 1976
Носители на Супербоул (1): 2013
Шампиони на конференцията: (2) НФК: 2005, 2013
Шампиони на дивизията: (8) АФК Запад:1988, 1999 НФК Запад: 2004, 2005, 2006, 2007, 2010, 2013
'Участия в плейофи: (13)'НФЛ: 1983, 1984, 1987, 1988, 1999, 2003, 2004, 2005, 2006, 2007, 2010, 2012, 2013